# Sweeter than Fiction
"Sweeter Than Fiction" é uma canção da cantora e compositora estadunidense Taylor Swift, gravada para a trilha sonora do filme britânico One Chance. Composta pela própria intérprete em conjunto com Jack Antonoff, a faixa foi lançada como single em 21 de outubro de 2013. Sua escrita ocorreu após Swift descobrir a história de superação do britânico Paul Potts, que venceu o programa de aspirantes a músicos Britain's Got Talent. Ao saber que a vida de Potts seria retratada em um filme, a artista foi convidada a escrever uma música para essa então futura produção biográfica, e aceitou a proposta, tendo se reunido posteriormente em um estúdio com Antonoff para a elaboração dessa canção.
Entretanto, "Sweeter than Fiction" ficou sob o risco de não ser lançada, por conta da gravadora de Swift, que tinha o desejo de liberar ao público material inédito relacionado apenas com o próximo álbum de estúdio dela; mas posteriormente cedeu, após a cantora insistir por sua participação na trilha sonora de One Chance. Musicalmente, trata-se de uma obra do gênero bubblegum pop, com influências de synthpop e new wave. Liricamente, apresenta Swift expondo sua admiração por um artista incógnito, de modo que não fica evidente se ela interpreta uma fã ou uma amiga próxima desse sujeito retratado.
Depois de seu lançamento, a canção recebeu comentários bastante positivos da crítica especializada, que destacou a estrutura da faixa, os vocais de Swift e a participação de Antonoff na guitarra, com alguns notando ainda uma influência de música pop dos anos 80 na melodia. Foi nomeada ao Globo de Ouro para "Melhor Canção Original", além de ter sido pré-indicada ao Oscar. Seguindo a disputa sobre a propriedade dos masters de seus seis primeiros álbuns de estúdio, Swift regravou a canção e incluiu na edição Tangerine de 1989 (Taylor's Version) (2023).

## Antecedentes e contexto

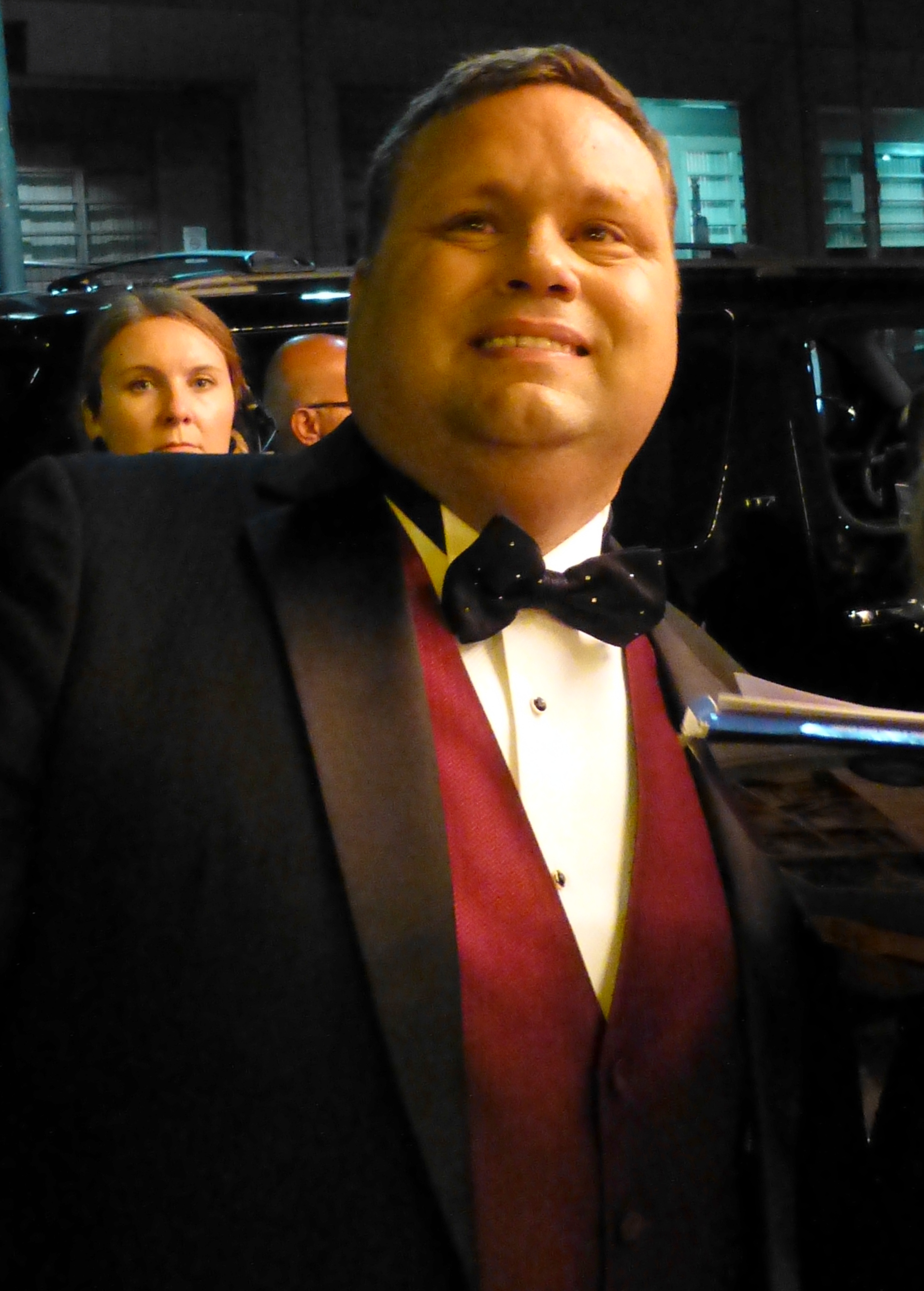
A história de Paul Potts serviu de inspiração para One Chance e para "Sweeter than Fiction", que faz parte da trilha sonora do filme.

Em 29 de agosto de 2013 foi anunciado que Taylor Swift participaria da trilha sonora do filme britânico One Chance, um drama autobiográfico que conta a história de um tímido vendedor de celulares, chamado Paul Potts, que se tornou famoso após a sua participação como cantor de ópera no programa televisivo de busca de talentos Britain's Got Talent, de onde saiu vencedor. Nesse mesmo dia, foi revelado que a faixa interpretada por Swift chamava-se "Sweeter than Fiction", que havia sido escrita por ela e por Jack Antonoff, guitarrista da banda Fun., e que seria tocada nos créditos finais da produção.
A participação de Swift no projeto veio após ela ficar comovida com a história de Paul Potts, e de saber que a vida dele seria retratada em um filme, sendo que depois a artista aceitou escrever uma música para a trama. Segundo o produtor de One Chance, Harvey Weinstein, a participação da cantora só ocorreu por conta do empresário Simon Cowell: "Simon a conhece através da ligação com o One Direction e pensou que ela ficaria comovida [pela história] do filme, e estava certo, pois ela ficou". No dia em que a canção foi anunciada, houve boatos de que ela seria lançada em 6 de setembro, quando ocorreria a primeira exibição de One Chance no Festival Internacional de Cinema de Toronto, e que Swift poderia cantá-la ao vivo no evento. Este rumor não se concretizou, principalmente por conta da estreia do filme, que mudou para o dia 9 do mesmo mês. Foi neste dia que uma prévia da obra caiu na internet, através de um espectador presente no festival, que gravou com uma câmera os créditos finais de One Chance. Swift compareceu à premiére da trama, e comentou através do Twitter que era a primeira vez que ia ao Festival Internacional de Cinema de Toronto e que estava honrada por ter tido a oportunidade de escrever uma música para a trilha sonora da película. No evento, a intérprete declarou que embora "Sweeter than Fiction" tenha sido composta para uma produção que retrata "a ascensão de Paul Potts à fama", as letras apresentam uma perspectiva baseada no que ela realmente sentiu que a trama trata, declarando o seguinte:
| “ | Estou muito inspirada no conceito do amor. E este filme [One Chance] é, em muitos aspectos, uma história de amor. Você espera ver um filme que fala sobre alguém que fez com que seus sonhos se tornassem em realidade, mas o que você não percebe é que na verdade está sendo contada a história do amor incondicional que a esposa do protagonista tem por ele. Essa foi a parte que me tocou e realmente me afetou. Então, eu queria contar musicalmente uma história a partir dessa perspectiva. [...] A esposa esteve ao lado dele e até trabalhou numa farmácia quando ele ficou desempregado. E não importava o que acontecesse, ela nunca disse para ele parar [de perseguir o seu sonho]. E desinteressadamente o apoiou durante os bons e maus momentos. É por isso que eu escolhi essa parte da história. | ” |

Ainda segundo a cantora, ela ficou surpreendida com a história de superação de Paul Potts: "Eu não sabia da história de Paul Potts. Ele estava trabalhando numa loja de celular e, em seguida, acabou ganhando o British Got Talent. Você tem que ver isso. Ele faz você sentir tantas coisas diferentes". Wotts, que tem sua vida contada em One Chance, elogiou o trabalho da intérprete, declarando: "É muito bom ter alguém do status dela involvido no filme, e a canção é ótima. Taylor Swift é uma excelente compositora [...] e é fantástico ter uma importante artista [como ela] cantando nos créditos finais". Essa não foi a primeira experiência da jovem em trilhas sonoras, pois ela já havia escrito anteriormente músicas para produções como Hannah Montana: O Filme (2009), Valentine's Day (2010) e The Hunger Games (2012).

## Lançamento
No início de outubro de 2013, "Sweeter than Fiction" entrou em pré-venda na Amazon.com. Na ocasião, o site disponibilizou ao público uma curta prévia da canção e divulgou a data de seu lançamento para o dia 18 do mesmo mês; a faixa não estreou como previsto, mas nesse dia a sua capa foi liberada. Após tantos rumores, o single finalmente entrou à venda em 21 de outubro, três dias depois do proposto inicialmente pela Amazon.com. Algumas horas antes da estreia, Swift postou em sua conta no Twitter: "Algo está me deixando realmente animada e vai acontecer logo em breve! Talvez ainda nesta noite..." "Então, 'Sweeter than Fiction' estará disponível no iTunes hoje à meia-noite". Posteriormente, a obra ficou disponível para compra na iTunes Store de alguns países como Brasil, Estados Unidos e Reino Unido, embora uma versão de baixa qualidade da música, gravada durante sua execução no festival de Toronto, tenha caído completamente na internet a mais de um mês antes, em 11 de setembro.
No mesmo dia do lançamento oficial da música, foi liberado na internet um trailer promocional de One Chance. O vídeo, com menos de dois minutos, apresentou filmagens de Swift e Jack Antonoff juntos em um estúdio gravando "Sweeter than Fiction" intercaladas com algumas cenas do filme, enquanto a canção era tocada no fundo com alguns de seus versos surgindo na tela, como em uma espécie de lyric video. O material também exibiu uma curta entrevista da cantora, na qual ela disse: "Poder ver a luta de alguém que nunca pára de perseguir o que almeja realmente me inspirou [...] É um filme muito bonito. E eu queria compartilhar [a faixa] com o máximo de pessoas possíveis". Para comemorar a estreia de "Sweeter than Fiction", Lena Dunham, criadora e protagonista da série Girls e também namorada de Jack Antonoff, enviou ao Instagram uma foto de Swift e de seu companheiro trabalhando na composição da canção em seu apartamento, onde Dunham brincou: "Eu fiquei muito feliz. Mas meus vizinhos nem tanto". Muitos críticos notaram uma influência de música pop dos anos 80 na faixa, o que fez Antonoff postar em seu Twitter: "[vocês conseguem] ouvir [uma vibe de] John Hughes nela?", fazendo referência direta ao diretor John Hughes (1950-2009), que ficou famoso por elaborar filmes voltados ao público adolescente durante a década de 80. O crítico Rob Sheffield, da Rolling Stone, por exemplo, escreveu que na faixa "Swift faz um rápido passeio por todas as cenas de baile dos filmes de John Hughes, esmagando todos os seus destaques em uma canção estilo tecnopop dos anos oitenta".
Contudo, a canção ficou sob o risco de não ser lançada, pois a equipe e a gravadora de Swift tinham o desejo de liberar material inédito apenas relacionado com o próximo álbum de estúdio dela. Segundo a própria, ela teve que "lutar" contra os executivos e o seu empresário para compor e gravar esta faixa: "Eles diziam 'nada de música nova até o próximo disco'. Aí eu vi o filme e quis muito fazer parte dele. [...] Precisei lutar para fazer isso, uma vez que eu geralmente costumo fazer uma pausa entre os meus álbuns e tento deixar as pessoas sem ouvir as minhas músicas na rádio por algum tempo. Mas tive que pedir 'Por favor, por favor! Deixe-me lançá-la!', ainda que devesse ficar quieta".

## Composição

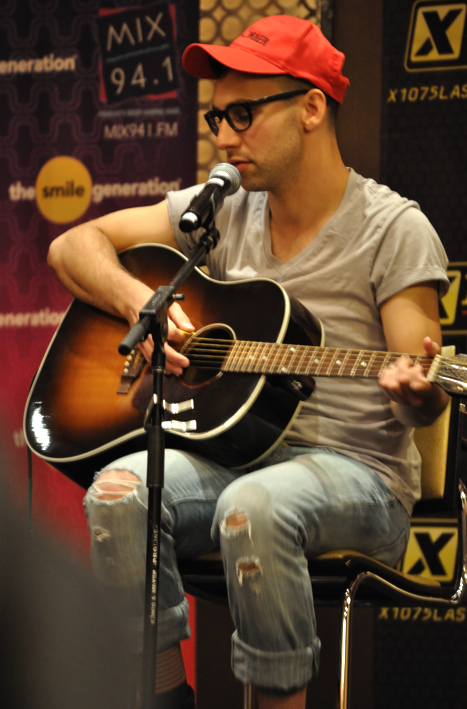
O músico Jack Antonoff, guitarrista da banda Fun., co-escreveu "Sweeter than Fiction" com Taylor Swift.

"Sweeter than Fiction" foi composta por Taylor Swift em conjunto com Jack Antonoff, guitarrista da banda Fun. Este último expressou mais tarde, em uma entrevista, a sua experiência de trabalho com a intérprete, declarando o seguinte: "Ela [Swift] é simplesmente a compositora, cantora e performer mais incrível. Ela não se sente completamente afetada pelas coisas que acontecem ao seu redor, então trabalhar com ela foi a experiência mais maravilhosa [que já tive]. Me tornei melhor no que faço apenas ao observar o processo [de composição] dela". Antonoff revelou ainda que os dois resolveram colaborar juntos depois de ele ter mencionado para a artista que estava escrevendo uma música com uma caixa de percussão, e que a parceria só deu certo porque "não havia nenhuma gravadora envolvida, ninguém nos colocou juntos". Posteriormente, Swift declarou que o seu trabalho com Antonoff se deu por conta da facilidade que o músico possui em trabalhar com os mais variados estilos musicais, "entre canções de sonoridades muito atuais e aquelas de tons nostálgicos", disse ela. Embora tenha sido composta para um filme biográfico da vida de um cantor de ópera, "Sweeter than Fiction" não apresenta em sua estrutura este estilo artístico, pois, de acordo com Swift, o objetivo era criar uma faixa que apresentasse influências dos anos 80 e 90, período em que a história de One Chance passa a se desenrolar.
Musicalmente, trata-se de uma obra do gênero bubblegum pop, que incorpora elementos de synthpop e new wave. Diversos especialistas musicais notaram uma influência de música pop dos anos 80 na melodia, enquanto o jornalista Chris Payne da revista Billboard caracterizou a instrumentação como "energética e tingida com rock". Por sua vez, Kory Grow da Rolling Stone referiu-se à sonoridade da faixa como "carregada de sintetizadores" e que sua estrutura "faz relembrar" trabalhos típicos de new wave, devido ao "teclado sublime e sereno, a densa e onírica guitarra tocada por Jack Antonoff e o ritmo suavemente otimista". Jenna Hally Rubenstein do blog Buzzworthy, pertencente à MTV, destacou a linha de melodia simples, os sintetizadores e as batidas rápidas, além de notar uma semelhança com trabalhos anteriores da cantora como "We Are Never Ever Getting Back Together" e "Red", nomeando-a como uma "canção pop magistralmente trabalhada que deve cumprir bem o seu papel de trilha sonora".
Liricamente, "Sweeter than Fiction" fala da admiração de Swift por um ídolo, no qual ela interpreta uma fã ou uma amiga próxima, uma vez que os versos da canção não entram em muitos detalhes sobre a relação da cantora com esse personagem retratado. Ela inicia a canção falando que acreditou desde o início no talento desse artista, e que acompanhou todos os seus passos rumo ao estrelato, conforme expressa em: "Vi você cair, engatinhar, de joelhos / Vi você perdido na multidão, vi suas cores desvanecerem / Queria poder melhorar isso, algum dia você não vai lembrar".. Durante o refrão, essa temática sofre uma brusca mudança, passando a abordar o sucesso na carreira do referido sujeito, enquanto a intérprete canta: "Lá estará você, há mais de três metros de altura / Eu direi que sabia desde o início" "Eu serei uma das muitas pessoas dizendo: 'Você nos deixou orgulhosos'". Antes do refrão final da faixa, Swift relembra os tempos difíceis que este ídolo passou: "Quando você tentou e falhou / O único som que você ouvia era 'não' / Agora neste tempo perfeito é como se não lembrássemos / Da chuva que achávamos que duraria para sempre"

## Recepção

### Crítica
"Sweeter than Fiction" recebeu comentários bastante positivos da crítica especializada. Jessica Sager do site PopCrush, por exemplo, classificou a música com a atribuição máxima de cinco estrelas, destacando que a parceria existente entre Swift e Antonoff na faixa funcionou "muito bem" e rotulando a produção "como uma reminiscência do grupo de atores conhecido como Brat Pack com influências de temas clássicos como 'If You Leave' de Orchestral Manoeuvres in the Dark e 'Friday I'm in Love' de The Cure". Sager identificou ainda uma semelhança com outro trabalho da cantora, "State of Grace" (2012) e, para ressaltar o seu ponto de vista, ela afirmou o seguinte: "A doce 'Sweeter than Fiction' é muito semelhante à música 'State of Grace' do disco Red, uma vez que ambos os temas possuem guitarras elétricas em seu ritmo, melodias contagiantes e sinceras, e versos otimistas. Na faixa, os vocais de Swift estão mais fortes do que o costume e sua harmonia é como se tivesse sido enviada do paraíso". Partilhando uma opinião similar, Rachel McRady da revista Us Weekly também fez um comentário positivo a respeito da obra, escrevendo que a participação de Antonoff na guitarra é o elemento mais surpreendente, e que a canção tem "todos os ingredientes necessários para se tornar em mais um sucesso da carreira de Swift".
Para Kelsey McQuade do The Huffington Post, "Sweeter than Fiction" mostra que "Swift domina a arte de ser uma fã e uma estrela pop ao mesmo tempo", enquanto Lindsey Weber do Vulture observou que a canção em nada apresenta do gênero ópera, mesmo sendo escrita para um filme que retrata a biografia de um artista desse estilo artistíco teatral, de acordo com ela "é mais John Huges do que Pavarotti". Já Brian Mansfield do periódico USA Today deu ênfase para "o irresistível impulso de synthpop preenchido pelos toques de bateria" acentuando ainda "que é o tipo de gravação que te faz querer convidar alguém para ir contigo em um baile [parecido com o do filme] Pretty in Pink (1986)". Para Marc Hogan, editor da revista Spin, a estrutura da música é "pouco inovadora", mas ao mesmo tempo "cativante e de sonoridade fácil".

### Prêmios e indicações
"Sweeter than Fiction" recebeu uma indicação para a 71ª edição do Globo de Ouro, concorrendo na categoria de "Melhor Canção Original", que premia a melhor música escrita especialmente para um filme. Entretanto, a faixa não saiu vitoriosa da cerimônia, perdendo a estatueta para "Ordinary Love", da banda irlandesa U2, que, por sua vez, foi escrita para a película biográfica Mandela: Long Walk to Freedom. Foi a segunda vez que Swift fora indicada para esta premiação, que é dedicada ao cinema e à televisão; na edição anterior, ela foi nomeada com "Safe & Sound", gravada para a trilha sonora de The Hunger Games. "Sweeter than Fiction" entrou ainda na lista das pré-indicações ao Oscar 2014, também para "Melhor Canção Original", ao lado de outras 74 composições, embora não tenha conseguido figurar-se entre os cinco finalistas na disputa ao prêmio.

## Faixas e formatos
| Download digital |                        |         |  |
| N.º              | Título                 | Duração |  |
| 1.               | "Sweeter than Fiction" | 3:54    |  |

## Desempenho nas paradas musicais
Em seus primeiros sete dias, "Sweeter than Fiction" vendeu mais de 114 mil downloads pagos nos Estados Unidos, ficando na sexta posição da Digital Songs, que elabora um ranking das canções mais compradas digitalmente a cada semana nos EUA. Consequentemente, atingiu a 34.ª colocação da Billboard Hot 100, principalmente parada musical estadunidense, responsável por listar as faixas mais populares da semana no país, baseando-se não só nas vendas, mas também em outros critérios como audiência nas rádios e execuções em plataformas online de música. Essa conquista de "Sweeter than Fiction" trouxe para Swift seu 34.º trabalho a ficar entre os quarenta primeiros da Billboard Hot 100, fazendo com que a intérprete empatasse com Aretha Franklin no segundo lugar da categoria de músicos que conseguiram mais vezes este feito, atrás apenas de Madonna, recordista com 49 obras no total. Além disso, a faixa tornou-se o vigésimo oitavo tema da cantora a se posicionar entre os dez primeiros da Digital Songs, que a fez se igualar a Rihanna nessa parada, que detinha anteriormente o título de artista com mais canções entre as dez mais vendidas.
| Parada musical (2013)              | Melhor posição |
| ---------------------------------- | -------------- |
| Austrália - ARIA Charts            | 44             |
| Canadá - Canadian Hot 100          | 17             |
| Escócia - Scottish Singles Chart   | 39             |
| Estados Unidos - Billboard Hot 100 | 34             |
| Irlanda - IRMA                     | 38             |
| Nova Zelândia - Recorded Music NZ  | 26             |
| Reino Unido - UK Singles Chart     | 45             |

## Histórico de lançamento
"Sweeter than Fiction" foi lançada como single em 21 de outubro de 2013, ficando disponível para compra na iTunes Store de alguns países como Brasil, Canadá, Estados Unidos e dos localizados em continente europeu.
| País           | Data                  | Formato          |
| -------------- | --------------------- | ---------------- |
| Brasil         | 21 de outubro de 2013 | Download digital |
| Canadá         | 21 de outubro de 2013 | Download digital |
| Espanha        | 21 de outubro de 2013 | Download digital |
| Estados Unidos | 21 de outubro de 2013 | Download digital |
| França         | 21 de outubro de 2013 | Download digital |
| Irlanda        | 21 de outubro de 2013 | Download digital |
| Países Baixos  | 21 de outubro de 2013 | Download digital |
| Reino Unido    | 21 de outubro de 2013 | Download digital |